# Anita Guerreiro
Anita Guerreiro, nome artístico de Bebiana Guerreiro Rocha Cardinali  (Pena, Lisboa, 13 de novembro de 1936), é uma actriz e fadista portuguesa.

## Carreira
Bebiana Guerreiro Rocha Cardinalli nasceu na cidade de Lisboa, freguesia dos Anjos a 13 de Novembro de 1936. Na infância viveu com o pai e a madrasta.Aos sete anos já dava nas vistas, cantando entre familiares e amigos na colectividade Sport Clube do Intendente, situada no bairro onde cresceu.
Em Dezembro de 1952 concorre ao "Tribunal da Canção", um passatempo radiofónico do programa "Comboio das Seis e Meia", na época um enorme sucesso. Sobre este dia escreveu-se na imprensa: “Havia um cronómetro a contar o tempo dos aplausos recebidos por cada concorrente…. e Anita dispensou-o – tal a alegria do público a ovacioná-la com a surpresa da artista feita que não figurava no programa, mas enchia a sala com uma bela e sentida voz…”. (“Plateia”, 01 de Dezembro de 1970). O produtor do programa, Marques Vidal, surpreendido com a qualidade da sua prestação retirou-a do concurso e fê-la estrear-se no Café Luso com o nome artístico Anita Guerreiro.
Em 1954 a "Voz de Portugal" destacava Anita Guerreiro na secção “Cantam Estrelas”: "...pelo que já vimos e ouvimos, é bem digna das nossas palavras de estímulo, é bem merecedora da nossa simpatia compreensiva." (A Voz de Portugal, 01 Agosto de 1954). Neste jornal figura também uma das primeiras criações de sucesso de Anita Guerreiro, “Menina Lisboa”, com letra de Francisco Radamanto e música de Martinho D´Assunção.
Em 1955, Anita Guerreiro apresenta-se no palco do Teatro Maria Vitória, nas revistas "Ó Zé aperta o laço”, onde se estreia e “Festa é Festa”. De novo o jornal “A Voz de Portugal” destaca a protagonista que revela em entrevista: “Se não fosse artista, gostaria de ser milionária, mas como isso é impossível, continuarei a ser artista para servir o Fado e o Teatro, sempre com a intenção de bem servir o público.” (“A Voz de Portugal”, 01 de Março de 1956).
Seguiram-se dezenas de outras participações em revistas. Neste palco, Anita Guerreiro distingue-se na divulgação do fado e de canções com temas populares e “alfacinhas”, interpretados com grande autenticidade e natural talento, fazendo de Anita uma das mais aplaudidas figuras do teatro de revista.

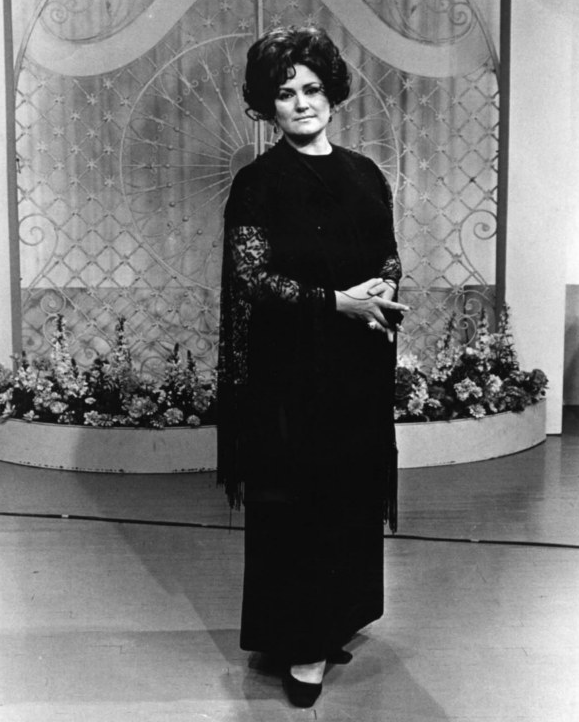
Anita Guerreiro, 1967

Embora com menor divulgação, Anita Guerreiro participou no filme Lisbon (1956) de Ray Milland, onde interpretou o tema "Lisboa Antiga" (Amadeu do Vale – José Galhardo / Raul Portela).
No histórico Parque Mayer, Anita Guerreiro funda e dirige a casa típica Adega da Anita, por onde passam grandes figuras do circuito fadista. Mais tarde encerra o espaço e parte com o marido para Angola, por onde se mantêm cerca de 3 anos. Após o seu regresso a Lisboa integra o elenco do Teatro Capitólio, no teatro de revista, Anita Guerreiro dá início a um dos pontos mais altos da sua carreira.
Do seu repertório constam grandes sucessos, e como afirmou recentemente: "Tive a sorte e, desde o início, apareceram pessoas a oferecer-me músicas e poemas. O que canto é tudo meu." (“DN”, 26 Julho de 2005).
Anita Guerreiro popularizou na sua voz vários êxitos, dos quais destacamos o fado-canção "Cheira a Lisboa” (Carlos Dias/César Oliveira) que em 1969 estreou na revista “Peço a Palavra”, no Teatro Variedades. Estas interpretações, em tempos áureos do Parque Mayer, conduziram-na ao Prémio Estevão Amarante para Melhor Artista de Revista (1970). Quase simultaneamente, em terras africanas, é-lhe atribuída a Guitarra de Oiro para além de prémios de interpretação e o primeiro prémio de fado (Festival da Canção de Luanda).
Apesar de todo o sucesso que obteve na sua carreira artística, nomeadamente no teatro de revista, Anita Guerreiro teve necessidade de se afastar durante um longo período de tempo. Regressou em 1982 ao Teatro Variedades, na revista "Há...mas são verdes". Nesse período de afastamento, Anita Guerreiro manteve-se a cantar Fado, gravando e actuando no estrangeiro, em longas temporadas na Europa, Canadá e nos Estados Unidos da América, locais onde recebeu os aplausos do público, nomeadamente das comunidades de emigrantes. Reflexo desse êxito são os Óscares de Popularidade que Anita recebeu em 1987 e 1988, em Fall River (E.U.A.).
No seu retorno a Portugal, Anita Guerreiro volta à interpretação, desta vez com grande destaque para a televisão, onde participou nos elencos de algumas telenovelas e séries portuguesas, destaque para "Primeiro Amor", (1995), "Roseira Brava" (1996), "Uma Casa em Fanicos" (1998), "A Loja do Camilo" (1999), "Nunca Digas Adeus" (2001), "Os Batanetes" (2004), e mais recentemente “Sentimentos” (2009). Pelo meio, regressa ao cinema em 1997, para um papel no filme "Morte Macaca" de Jeanne Waltz.
Num tributo à carreira de Anita Guerreiro, a Movieplay lança em 1994 um CD, integrado na colecção "O Melhor dos Melhores", com alguns dos seus maiores sucessos: "Festa é Festa" (Carlos Dias/Aníbal Nazaré), "Chico Marujo de Alfama" (António José/Ferrer Trindade), “Lisboa Ribeirinha” (António José/Rocha Oliveira), entre muitos outros.
A cidade, a que Anita Guerreiro tantas vezes presta homenagem, retribui o devido reconhecimento, e em Outubro de 2001, o Município de Lisboa, entrega-lhe o Pelourinho de Prata da Cidade. A par desta sua popularidade, Anita é também convidada para Madrinha de várias marchas populares de Lisboa, nomeadamente a "Marcha dos Mercados".
A 17 de Fevereiro de 2004 realiza-se no Teatro Municipal de São Luiz um tributo à voz emblemática da cidade de Lisboa, num espectáculo comemorativo dos 50 anos de carreira da fadista e que antecedeu a homenagem que, em Novembro de 2004, a Câmara Municipal de Lisboa, atribui à fadista, com a entrega da Medalha Municipal de Mérito, Grau de Ouro. Neste espectáculo estiveram presentes nomes como António Calvário, António Rocha, Fernanda Baptista, Marina Mota, Natalina José, entre outros que se juntaram à justa consagração.
Também em retrospectiva da sua vasta carreira, a Movieplay lança em 2005 o CD "Anita Guerreiro - Antologia 50 Anos de Teatro em Revista (1955-2000)" com 30 dos seus maiores êxitos interpretados na Revista portuguesa.
Entre os aplausos, que presentemente continuam a soar na casa de fados Faia, e da qual Anita Guerreiro integra o elenco, as homenagens sucedem-se, como a ocorrida em Outubro de 2006 pela Junta de Freguesia dos Anjos.
Grande referência no seu percurso é a presença em inúmeras peças de teatro de revista.
Viveu parte da sua vida nos Estados Unidos, país onde casou e teve dois filhos.
Foi madrinha de diversas marchas populares em Lisboa, incluindo da “Marcha dos Mercados” entre 2006 e 2015.
Pertence ao elenco do restaurante O Faia, no Bairro Alto, em Lisboa.

## Televisão
- Allegro RTP 1983
- Cabaret RTP 1994/1995 'Várias Personagens'
- Roseira Brava RTP 1995 'Carminda'
- Todos ao Palco RTP 1996
- Primeiro Amor RTP 1996 'Arminda'
- Polícias RTP 1996 'Joaquina'
- Vidas de Sal RTP 1996 'mulher na lota'
- As Aventuras do Camilo SIC 1997 "Alzira"
- A Grande Aposta RTP 1997/1998 'Augusta'
- Médico de Família SIC 1998
- Camilo na Prisão SIC 1998
- Ballet Rose RTP 1998 'Maria'
- Uma Casa em Fanicos RTP 1998/1999 'Ofélia'
- Major Alvega RTP 1999 'Fraulein Kluge'
- As Lições do Tonecas RTP 1999
- A Loja do Camilo SIC 1999/2000 'Julieta'
- A Senhora Ministra RTP 2000 'Ausenda'
- Casa da Saudade RTP 2000 'Aurora Miranda'
- Sábado à Noite RTP 2001
- Olhos de Água TVI 2001 'Celeste'
- Nunca Digas Adeus TVI 2001/2002 'Felícia'
- Super Pai TVI 2002 'Dra. Maria João'
- Bons Vizinhos TVI 2002 'Juju'
- A Minha Sogra é uma Bruxa RTP 2002 'mãe de Acácio'
- Coração Malandro TVI 2003 'Zulmira'
- O Teu Olhar TVI 2003/2004 'Júlia das Dores'
- Inspector Max TVI 2004/2005 'Maria do Sameiro/mulher de Arlindo'
- Os Batanetes TVI 2004/2005 'Zulmira da Silva Lucas'
- Clube das Chaves TVI 2005 'Rosa'
- Mundo Meu TVI 2006 'Esmeralda'
- Aqui Não Há Quem Viva SIC 2006 'Isabel'
- Chiquititas SIC 2008 'Branca Montez'
- A Outra TVI 2008
- Conta-me como Foi RTP 2009 'amiga de Vitória'
- Sentimentos TVI 2009/2010 'Maria da Luz Leal'
- Liberdade 21 RTP 2011
- Remédio Santo TVI 2011 'Cidália'
- Velhos Amigos RTP 2011/2012 'Albertina'

## Teatro
- 1955 - "Ó Zé Aperta o Laço!" - Teatro Maria Vitória[4][5]
- 1955 - "Cidade Maravilhosa" - Coliseu dos Recreios[6]
- 1955 - "Festa é Festa!" - Teatro Maria Vitória[7]
- 1956 - "Fonte Luminosa" - Coliseu dos Recreios[8]
- 1956 - "O Reboliço" - Teatro Maria Vitória[9][10]
- 1957 - "Toca a Música!" - Teatro Maria Vitória[11]
- 1957 - "O João Valentão" - Teatro Maria Vitória[12]
- 1957 - "Curvas Perigosas" - Teatro Maria Vitória[13]
- 1958 - "Pernas à Vela" - Teatro Variedades[14]
- 1959 - "Há Feira no Coliseu!" - Coliseu dos Recreios[15]
- 1959 - "Isto é Delas" - Teatro Variedades[16]
- 1960 - "Revista é Sempre Revista" - Teatro Variedades[17]
- 1960 - "Taco a Taco" - Teatro Maria Vitória[18]
- 1960 - "Mulheres de Sonho" - Coliseu dos Recreios[19][20]
- 1960 - "Chá-Chá-Chá" - Teatro Maria Vitória[21]
- 1961 - "Sopas e Descanso" - Teatro Maria Vitória[22]
- 1961 - "O Trunfo é Espadas!" - Teatro ABC[23]
- 1962 - "Saúde e Totobola" - Teatro ABC[24]
- 1964 - "Na Brasa!" - Teatro Capitólio[25][26]
- 1965 - "É Canja!" - Teatro Capitólio[27]
- 1967 - "Pão, Pão… Queijo, Queijo" - Teatro Maria Vitória[28]
- 1968 - "Grande Poeta é o Zé!" - Teatro Maria Vitória[29][30]
- 1969 - "Mãos à Obra!" - Teatro Maria Vitória[31]
- 1969 - "Peço a Palavra!" - Teatro Variedades[32]
- 1970 - O Prato do Dia!… - Teatro Maria Vitória[33]
- 1970 - Pimenta na Língua!… - Teatro Maria Vitória[34]
- 1971 - Frangas na Grelha - Teatro ABC[35]
- 1971 - Saídas da Casca - Teatro ABC[36]
- 1972 - Viva a Pandilha... - Teatro ABC[37]
- 1983 - Há Mas São Verdes! - Teatro Variedades[38]
- 1985 - Aguenta-te à Bronca - Teatro Variedades[39]
- 1994 - De Pernas Pró Ar! - Teatro Maria Vitória
- 2012 - Não Há Euros P'ra Ninguém - Digressão[40][41][42]
- 2014 - "Pró Diabo Kus Carregue" - Digressão[43]
- 2019 - "Esta Vida é Uma Cantiga" - Casino do Estoril (duas sessões especiais)[44]

...

## Fados
- Cheira a Lisboa
- Fado da Sardinhada
- Santo António Veio a Alfama
- Sou Tua
- Tristezas não Pagam Dívidas
- Senhora da Saúde
- Calçadinha à Portuguesa
- Hermínia de Lisboa

## Discografia
- Ti Anica
- Era um Marinheiro
- Chico Marujo de Alfama
- Lisboa Ribeirinha
- Calçadinha à Portuguesa/Herminia de Lisboa
- 50 Anos de Teatro de Revista 1955-2005
- Marchas Populares de Lisboa 2005

## Prémios
- Tributo de Carreira a Anita Guerreiro (Março 2011). (Teatro Maria Vitoria)
- Mascaras de Ouro do Teatro Maria Vitória - 2009
- Medalha de mérito grau ouro, do município de Lisboa. (2004) (50 anos de carreira)
- Homenagem das Colectividades de Lisboa e Pelourinho de Prata da C.M.Lisboa - (2001)
- Óscares de popularidade 1987 e 1988 nos Estados Unidos
- Prémio Estevão Amarante (1970) (melhor artista de revista)
- Prémio Guitarra de ouro